# Spaz
Spaz (auch Spacio, Spatio, Spatz, Spätz, Spazzio, Speza, Spezza und in anderen Varianten) ist der Name einer Familie von Baumeistern, Architekten, Maurer-, Steinmetzen- und Bildhauermeistern des 16. bis 18. Jahrhunderts. Die Familie stammt aus Lanzo d’Intelvi (Provinz Como) und war vor allem in Österreich und Böhmen tätig.

## Bekannte Familienmitglieder
- Bernardo Spazio (2. Hälfte des 16. Jh.), Architekt aus dem Tessin, schuf etliche Gebäude in Italien (z. B. den Palazzo Pantaleo Spinola in Genua)
- Giovanni Spazio (1. Hälfte des 16. Jh.), Architekt, projektierte den Königsgarten der Prager Burg
- Lucius de Spazio (1. Hälfte des 16. Jh.), Architekt und Baumeister von Trient, Hofburg (Innsbruck),  Schloss Ehrenburg (Südtirol), Schloss Hohenschwangau
- Markus Spacio (2. Hälfte des 16. Jh.), auch Spatz oder Spazio di Lancio, Erbauer der Pfarrkirche St. Antonius in Reichenberg sowie einer Vorburg auf Schloss Friedland
- Marco Spazio († 1644), Linzer Schloss, Linzer Landhaus, Schottenkirche
- Jacopo Spacio († 16541), Baumeister, Mit-Erbauer der Dominikanerkirche in Wien
- Johann Spatz (2. Hälfte des 17. Jh.), auch Spacio, Stuckateur in Prag, Architekt in Polen
- Johann Peter Spaz († 1695), auch Spazio, Stuckateur und Buldhauer in Linz, Salzburg, Stift Kremsmünster, Stift Klosterneuburg.
- Johann Baptist Spaz († 1730), auch Spazio, Bildhauer in Linz, Stift Kremsmünster, St9ift Klosterneuburg, Freistadt.